# Andesit

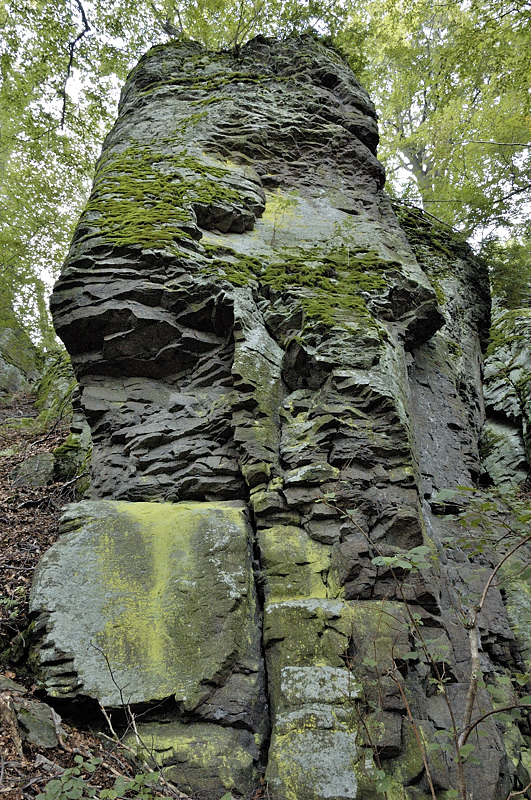
Pelare av andesit

Andesit är en gråsvart till svart, tät, tämligen basisk silikatbergart, som uppkommit genom stelning av lava på eller nära jordytan, eller genom förhårdning av vulkanisk aska. Den är ofta porfyrisk och då lik porfyrit, men i motsats till porfyriten så har den dock bildats i sen geologisk tid och innehåller därför ibland vulkaniskt glas (obsidian). 
Andesitens strökorn består av andesin samt ett eller flera mörka mineral som biotit, amfibol eller pyroxen.

## Förekomst
Namnet andesit har givits bergarten på grund av att den är mycket vanlig i Anderna i Sydamerika.
I Sverige finns andesit, kallad dellenit, i norra Hälsingland, huvudsakligen på bottnen av och omkring Dellensjöarna. 
År 2009 meddelade forskare att andesit hittats i två meteoriter (nr GRA 06128 och GRA 06129) som upptäcktes i Graves Nunatak isfält på Antarktis av en amerikansk expedition 2006/2007. Detta tyder på ytterligare möjligheter till bildning av andesit.